# Бураковський Ігор Валентинович
Бураковський Ігор Валентинович (нар. 1 листопада 1958 р.) — український економіст. Доктор економічних наук, професор кафедри економічної теорії Національного Університету «Києво-Могилянська академія».

## Біографія
Ігор Бураковський народився 1 листопада 1958 року в м. Києві. Закінчив факультет міжнародних відносин і міжнародного права Київського університету ім. Т. Шевченка (1980). Після закінчення навчання залишився працювати в університеті на посадах заступника секретаря комітету ЛКСМУ? університету (1980—1983), асистента економічного факультету (1983—1988), заступника секретаря парткому університету (1988—1990).
У 1985 році захистив кандидатську дисертацію на тему «Роль взаємних зовнішньоторговельних відносин в удосконаленні відтворювальних процесів в країнах світової соціалістичної співдружності». У 1988 році обійняв посаду старшого викладача кафедри міжнародних економічних відносин.
У 1991—1992 роках, отримавши стипендію Міністерства закордонних справ та у справах співдружності Великої Британії, стажувався у Бірмінгемському університеті (Велика Британія), у 1994—1995 роках стажувався в Японському інституті міжнародних відносин (Токіо, Японія), у 1997 році завдяки стипендії Фулбрайта стажувався у Стенфордському університеті (США).
У 1998 році захистив докторську дисертацію на тему «Міжнародна торгівля та економічний розвиток країн з перехідною економікою (теоретико-методологічний аналіз механізму взаємозв'язку)»
У 1999—2001 роках працював старшим економістом Інституту «Схід-Захід».

## Наукова діяльність
Бураковський І. В. є автором (співавтором) понад 50 наукових праць міжнародної економіки та торговельної політики, проблем економічних реформ в перехідних економіках, інтеграційних процесів. Брав участь в міжнародних науково-дослідних проэктах.
Голова Правління та Директор Інституту економічних досліджень і політичних консультацій.
Член редколегії журналу «Політична думка»; голова правління Міжнародного фонду «Відродження». Член Американської асоціації порівняльних економічних студій. Один із головних експертів проэкту Громадського експертного моніторингу виконання Порядку денного асоціації Україна-ЄС.

### Наукові праці
1. Теорія міжнародної торгівлі (1996, 2000).
2. Міжнародна торгівля та економічний розвиток країн з перехідною економікою (теоретико-методологічний аналіз механізму взаємозв'язку) (1998).
3. Дорога в майбутнє — дорога в Європу. Європейська інтеграція України (2000).
4. Десять років соціально-економічних перетворень в Україні (2001, ред.).
5. Ukraine's Foreign Trade Regime: In Search of the Proper Place for the State (OECD, Париж, анґл., 2000).
6. Планирование и экономическое стимулирование внешнеэкономических связей европейских стран СЭВ (1986, співавт.).
7. Международные экономические отношения социалистических стран (1989, співавт.).
8. Міжнародні економічні відносини: Система регулювання міжнародних економічних відносин (1994, співавт.).

### Публікації
1. Вступ України до СОТ: новий виклик економічній реформі / За редакцією І. Бураковського, Л. Хандріха, Л. Хоффманна. — К., 2004.
2. Розширення Європейського Союзу: вплив на відносини України з центральноєвропейськими сусідами / У співавторстві. — К.: Євро Регіо Україна, 2004.
3. Бураковський І. Євро: інституційний механізм та перші результати функціонування // ЄВРО. Економічний вимір інтеграції. Аналітичний щоквартальник. — 2003. — № 2.

## Нагороди
- Орден «За заслуги» III ступеня (лютий 2008)[2].